# James Watt (cheval)
Pour l’article homonyme, voir James Watt.
James Watt (né en 1887) est un cheval de course né dans l'Orne, un Anglo-normand typé Pur-sang. C'est l'un des étalons fils du raceur Phaéton qui influent sur la naissance du Trotteur français. 

## Histoire
Il naît en 1887 à Neuville-près-Sées, dans l'Orne, chez l'éleveur Constant Forcinal.
Sa carrière sportive, à partir de trois ans, se révèle médiocre, car il se fait battre dans la plupart de ses courses, n'en remportant que trois. Les Haras nationaux s'en portent acquéreurs via M. Delanney, pour la somme de 14 000 francs, un faible prix à l'époque. Constant Forcinal avait alors négligé une offre sensiblement supérieure d'un acheteur étranger.

## Description
James Watt est très typé Pur-sang, et connu pour ses problèmes de conformation des jarrets. La haute demande en chevaux Pur-sang a fait pardonner ce défaut de conformation. 
Il est de robe alezan. 

## Descendance
Il se révèle un excellent père de mère, donnant naissance à certaines poulinières influentes dans la création du Trotteur français, notamment les mères de Beaumanoir et d'Intermède. Sa lignée mâle survit grâce à l'étalon Uranus, grand-père de Quo Vadis.

## Hommages
Le Critérium des 3 ans, couru au trot attelé, est créé en 1924 sous le nom de Prix James Watt, qu'il conserve jusqu'en 1935,.